# Nannocharax gracilis
Nannocharax gracilis är en fiskart som beskrevs av Poll, 1939. Nannocharax gracilis ingår i släktet Nannocharax och familjen Distichodontidae. IUCN kategoriserar arten globalt som livskraftig. Inga underarter finns listade i Catalogue of Life.